# Euphorbia kerneri
Euphorbia kerneri es una especie fanerógama perteneciente a la familia de las euforbiáceas.  Es originaria de  Albania hasta Hungría.

## Taxonomía
Euphorbia kerneri fue descrita por Huter ex A.Kern. y publicado en Schedae ad Floram Exsiccatam Austro-Hungaricum 2: 48. 1882.
Etimología
Euphorbia: nombre genérico que deriva del médico griego del rey Juba II de Mauritania (52 a 50 a. C. - 23), Euphorbus, en su honor – o en alusión a su gran vientre –  ya que usaba médicamente Euphorbia resinifera. En 1753 Carlos Linneo asignó el nombre a todo el género.
kerneri: epíteto otorgado  en honor del botánico austriaco Anton Kerner von Marilaun (1831-1898), director del Jardín Botánico de la Universidad de Viena.
Sinonimia
- Euphorbia triflora subsp. kerneri (Huter ex A.Kern.) Poldini
- Tithymalus kerneri (Huter ex A.Kern.) Pacher
- Tithymalus triflorus subsp. kerneri (Huter ex A.Kern.) Soják	[5][6]